# NGC 44
NGC 44 és una estrella doble a la constel·lació d'Andròmeda. Va ser descoberta per l'astrònom anglès John Herschel el 9 de setembre de l'any 1827.